# Якуб Бук

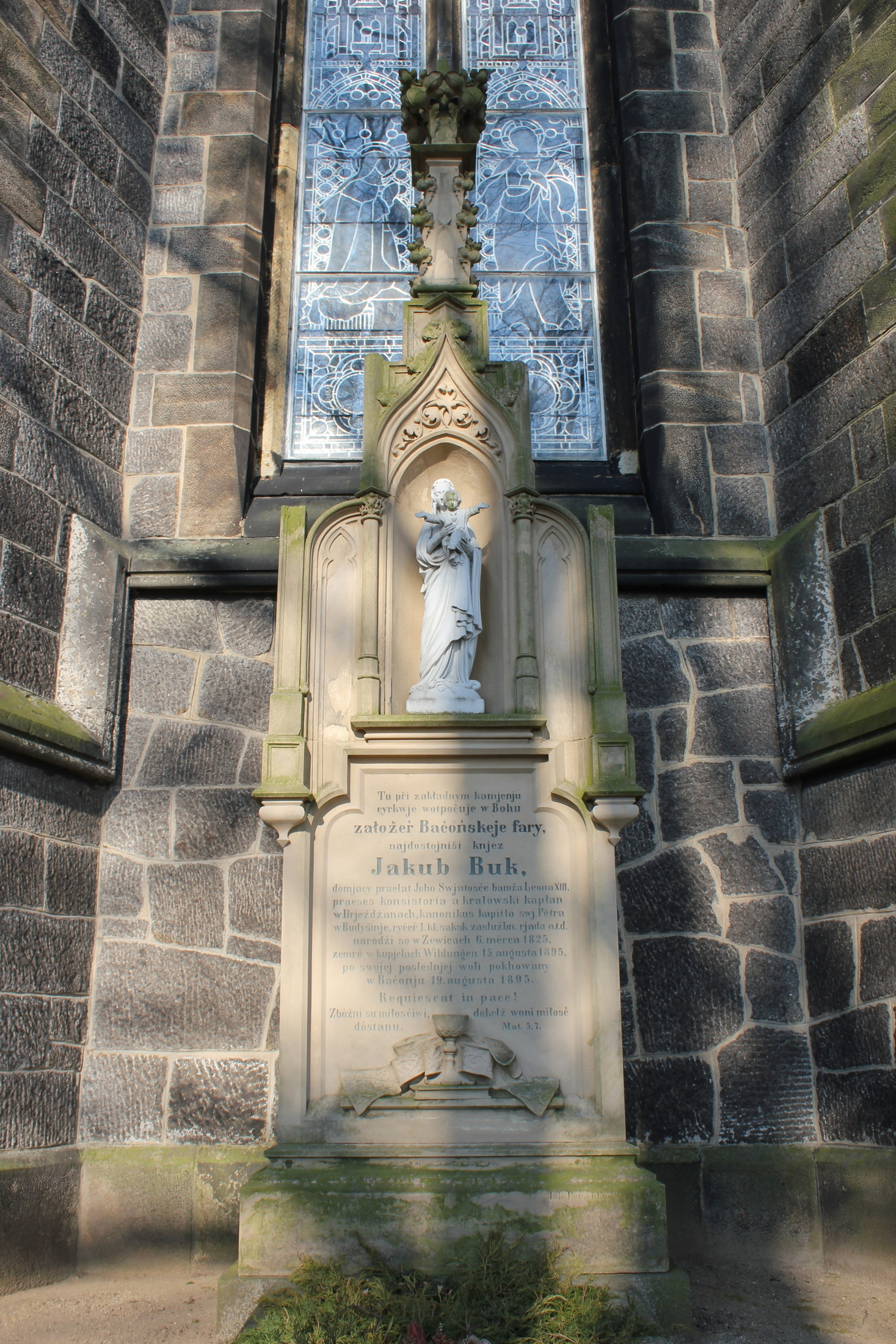
Могила Якуба Бука біля парафіяльної церкви в селі Бацонь

Якуб Бук (в.-луж. Jakub Buk; 6 березня 1825 Зейліци (нині район Бауцен Німеччина) — 13 серпня 1895 Бад-Вільдунген) — католицький священник, лужицький письменник, публіцист, лінгвіст, фольклорист.

## Життєпис
Народився 6 березня 1825 року в селянській родині Петра Бука і Ганни Кокліц в серболужицькому селі Зейліци. У 1838—1850 роках навчався в Сербській духовній семінарії в Празі, вивчав філософію і теологію. Був одним із засновників студентської асоціації «Сербовка».
8 травня 1850 року був висвячений на священника празьким архієпископом Фрідріхом Шварценбергом. Служив священником і вчителював у сільських школах, гімназіях Праги. Був віце-ректором католицького педагогічного училища.
У 1854 році повернувся в Лужицю. Служив в Дрездені, який в той час був столицею Саксонського королівства. Незабаром був призначений священником в королівський придворний храм. З 1859 був ректором дрезденської прогімназії і префектом королівської школи. У 1876 році був призначений настоятелем при королівському придворному храмі і в 1886 році — капеланом в цьому храмі, головою королівського духовного консисторію і каноніком капітулу собору святого Петра в Дрездені.
Будучи священником, провадив лінгвістичні та етнографічні дослідження, які поміщав в журналі «Časopis Maćicy Serbskeje» («Журнал Матиці Сербської», 1848—1857), був його редактором в 1853—1867 роках.
З 1847 року був членом Матиці Сербської (Maćica Serbskeje). З 1853 року по 1867 рік був головним редактором серболужицького культурно-громадського і літературного альманаху «Časopis Maćicy Serbskeje». У 1854 року — співзасновник лінгвістичного відділу Матиці.

## Твори
Автор «Zynki hornjołužiskeje serbskeje rěče» (1852), а також збірки сербсько-лужицьких прислів'їв «1000 serbskich přisłowow a prajidmow» (1862). У 1862 році видав власний переклад Нового Заповіту «Nowy Zakoń našeho Knjeza Jĕzusa Khrystusa».

## Нагороди
- Король Саксонії Альберт нагородив його орденом За заслуги I ступеня.